# Balla Katalin
Balla Katalin (Torda, 1961. április 29. –) erdélyi származású informatikus, egyetemi oktató.

## Életpályája
1980-ban Tordán érettségizett, majd 1984-ben informatikusi diplomát szerzett a kolozsvári Babeș–Bolyai Tudományegyetemen. 1984–1990 között az aranyosgyéresi fémipari kombinátban dolgozott programozóként és szoftveres rendszermérnökként. 1990 és 1992 között a bukaresti magyar hetilap, A Hét tudományos rovatvezetője és a bukaresti Rádió munkatársa volt. 
1992-ben Magyarországra költözött. 2001-ben doktori fokozatot szerzett szoftverminőség témakörben az eindhoveni Műszaki Egyetemen. 1993-tól részmunkaidőben, majd teljes munkaidőben az IQSOFT Rt., 2003-tól az IQSYS Rt. minőségügyi igazgatójaként dolgozott. 2004 márciusában részt vett az SQI Magyar Szoftverminőség Tanácsadó Intézet megalakításában, melynek ügyvezető igazgatója.
A 2001–2002-es tanévtől a BME irányítástechnika és informatika tanszékén oktatja az általa kidolgozott, Szoftverminőség és menedzsment című tárgyat. 2004 szeptemberétől ugyanott adjunktus, 2007-től egyetemi docens.

## Munkássága
Kutatási területe a szoftverminőség biztosítása. Több nemzetközi kutatási projektben is részt vett. Számos publikációja jelent meg különböző szakfolyóiratokban, előadóként több hazai és nemzetközi konferencián is szerepelt. 2003-tól az European Software Institute-tal közösen, szoftverfolyamat-fejlesztési tanácsadói és auditori tevékenységet végez.

### Könyvei
- Balla K: Minőségmenedzsment a szoftverfejlesztésben. Budapest: PANEM, 2007. 240 p. ISBN 9789635454730
- K. Balla: The Complex Quality World. Developing Quality Management Systems for Software Companies. Ph.D. Thesis. Beta Books, Technische Universiteit Eindhoven, 2001. ISBN 90-386-1003-3

### Cikkei (válogatás)
- Katalin Balla, Jos Trienekens, Rob Kusters: Achievement and motivation in software process improvement. In: Proceedings of 10th European SEPG Conference, London, 13-16 June 2005.
- K. Balla: Software Process Improvement in a Changing Environment. In: Proceedings of 10. Kongress Software-Qualitätsmanagement, Düsseldorf, Germany, 6-8 April 2005.
- K. Balla, J. J. M. Trienekens, R. Kusters: Quality Life in Software Companies after ISO 9001. International SEPG Conference'1. London, 14–17. June 2004.
- Biró M., Balla K., Ivanyos J., Messnarz R.: Stages of Software Process Improvement Based on 10 Year Case Studies. In: EuroSPI'2004 Industrial Proceedings, Trondheim, Norway, November 2004 (ed. by R. Messnarz, M. Christiansen, S.Konig). (Norvegian Technical University) (ISSN-NO 1503-416X) pp. I2-B.7–I2-B.18.
- K. Balla: Software Process Improvement and Organizational Change. In: 50 jaar informatiesystemen 1978-2028. Liber Amicorum voor Theo Bemelmans. pp. 181–198. March 2004. Edited by Capaciteitsgroep Information Systems, Faculteit Technologie Management, Technische Universiteit Eindhoven. ISBN 90-386-1928-6, NUR 982.
- Balla K.: A szoftverminőségről többféleképpen. Vállalat, információ, tudomány. pp. 245–262. Alma Mater sorozat, Budapest, 2002. szeptember. ISBN 963421562-9
- Balla Katalin, Kondorosi Károly, László Zoltán, Selényi Endre: Minőségbiztosítás a felsőoktatásban – egy megközelítési javaslat, Informatika a felsőoktatásban '02 konferencia, Debrecen, 2002.
- K. Balla, T. Bemelmans, R. Kusters, J. J. M. Trienekens: The QMIM model. Software Quality Journal, Volume 9 Number 3, November 2001. Kluwer Academic Publishers. pp. 177–193.